# Аракелов Ашот Іванович
Ашо́т Іва́нович Араке́лов (16 липня 1914, Александрополь, Російська імперія — інформація відсутня) — радянський спецпризначенець, співробітник відділу контррозвідки НКО СРСР «СМЕРШ». Учасник Другої світової війни. Кавалер Ордена Вітчизняної війни II ступеня.

## Життєпис
Ашот Аракелов народився у вірменському місті Александрополь (нині — Ґюмрі). У лавах Червоної армії перебував з 1933 року. Проходив службу на території Грузинської РСР. 28 травня 1938 року отримав звання сержанта державної безпеки. Під час Другої світової війни був співробіником відділу контррозвідки НКО СРСР «СМЕРШ». У вересні 1945 року, під час нагородження Орденом Вітчизняної війни II ступеня, перебував у званні капітана, однак вже за два місяці значився у документах як майор.
Відомості про життя Ашота Аракелова у повоєнний період відсутні.

## Відзнаки та нагороди
- Орден Вітчизняної війни II ступеня (13 вересня 1945) — за зразкове виконання особливих завдань Верховного Головного Командування Червоної Армії у період Вітчизняної війни[2].
- Медаль «За бойові заслуги» (6 листопада 1945) — за багаторічну та бездоганну службу в Червоній армії[3].